# If Every Day Was Like Christmas
If Every Day Was Like Christmas (с англ. — «Если бы каждый день был похож на Рождество») — сборник всех рождественских песен американского певца Элвиса Пресли, которые ранее вышли на альбомах Elvis' Christmas Album (1957) и Elvis Sings The Wonderful World of Christmas (1971). Диск вышел в 1994 году.

## Об альбоме
Заглавная песня сборника вышла на сингле в 1966 году. В издание также вошли четыре ранее неизданных дубля. Все песни на альбоме представлены в стереофоническом звучании, за исключением № 2, 8 и 24.
Песни 1971 года были записаны в студии «B» RCA Records в Нашвилле, а песни 1957 года — в студии «Radio Recorders» в Голливуде. Текст к буклету написал Чарльз Вулф.

## Список композиций
| №   | Название                                                                                 | Автор(ы)                          | Альбом                                       | Длительность |
| --- | ---------------------------------------------------------------------------------------- | --------------------------------- | -------------------------------------------- | ------------ |
| 1.  | «If Every Day Was Like Christmas»                                                        | Ред Уэст                          | The Jordanaires/The Imperials Quartet        | 2:54         |
| 2.  | «Blue Christmas» ((моно))                                                                | Билли Хейз, Джей Джонсон          | Elvis’ Christmas Album                       | 2:08         |
| 3.  | «Here Comes Santa Claus (Right Down Santa Claus Lane)»                                   | Джин Отри, Оукли Холдеман         | Elvis’ Christmas Album                       | 1:55         |
| 4.  | «White Christmas»                                                                        | Ирвинг Берлин                     | Elvis’ Christmas Album                       | 2:25         |
| 5.  | «Santa Bring My Baby Back (To Me)»                                                       | Аарон Шрёдер, Клод Деметриус      | Elvis’ Christmas Album                       | 1:53         |
| 6.  | «I'll Be Home For Christmas»                                                             | Бак Рэм, Ким Гэннон, Уолтер Кент  | Elvis’ Christmas Album                       | 1:54         |
| 7.  | «O Little Town of Bethlehem»                                                             | Филлипс Брукс, Льюис Реднер       | Elvis’ Christmas Album                       | 2:51         |
| 8.  | «Santa Claus Is Back in Town»                                                            | Лейбер и Столлер                  | Elvis’ Christmas Album                       | 2:34         |
| 9.  | «It Won't Seem Like Christmas (Without You)»                                             | Абель Балтазар                    | Elvis Sings The Wonderful World Of Christmas | 2:42         |
| 10. | «If I Get Home on Christmas Day»                                                         | Тони Макаулей                     | Elvis Sings The Wonderful World Of Christmas | 2:53         |
| 11. | «Holly Leaves and Christmas Trees»                                                       | Глен Сприн, Ред Уэст              | Elvis Sings The Wonderful World Of Christmas | 2:14         |
| 12. | «Merry Christmas Baby»                                                                   | Лу Бакстер, Джонни Мур            | Elvis Sings The Wonderful World Of Christmas | 5:45         |
| 13. | «Silver Bells»                                                                           | Джей Ливингстон, Реймонд Эванс    | Elvis Sings The Wonderful World Of Christmas | 2:28         |
| 14. | «I'll Be Home on Christmas Day» (дополнительный дубль (с The Imperials Quartet))         | Майкл Джарретт                    |                                              | 3:45         |
| 15. | «On a Snowy Christmas Night»                                                             | Гелбер, Стенли Джей               | Elvis Sings The Wonderful World Of Christmas | 2:50         |
| 16. | «Winter Wonderland»                                                                      | Феликс Бернард, Смит Ричард       | Elvis Sings The Wonderful World Of Christmas | 2:19         |
| 17. | «The Wonderful World of Christmas»                                                       | Чарльз Тобиас, Ал Фриш            | Elvis Sings The Wonderful World Of Christmas | 1:58         |
| 18. | «O Come All Ye Faithful»                                                                 | Фредерик Оукли, Джон Фрэнсис Уэйд | Elvis Sings The Wonderful World Of Christmas | 2:49         |
| 19. | «The First Noel» (из альбома)                                                            | Джимми Крейн, Ал Джейкобс         | Elvis Sings The Wonderful World Of Christmas | 2:11         |
| 20. | «It Won't Seem Like Christmas (Without You)» (дополнительный дубль, ранее не издавалась) | Абель Балтазар                    |                                              | 2:33         |
| 21. | «Silver Bells» (дополнительный дубль, ранее не издавалась)                               | Джей Ливингстон, Реймонд Эванс    |                                              | 3:22         |
| 22. | «Holly Leaves and Christmas Trees» (дополнительный дубль, ранее не издавалась)           | Глен Сприн, Ред Уэст              |                                              | 2:13         |
| 23. | «I'll Be Home on Christmas Day»                                                          | Майкл Джарретт                    | Elvis Sings The Wonderful World Of Christmas | 3:50         |
| 24. | «Christmas Message From Elvis / Silent Night» (моно с The Jordanaires)                   | Франц Хавьер Грубер, Йозеф Мор    |                                              | 2:18         |

## Участники записи
- Элвис Пресли — вокал
- The Jordanaires — бэк-вокалы
- The Imperials Quartet — бэк-вокалы